# Musée royal de la Colombie-Britannique
Le musée royal de la Colombie-Britannique (en anglais le Royal British Columbia Museum ou encore sous sa forme contractée, le Royal BC Museum), fondé en 1886, est le muséum d'histoire naturelle et humaine de la province de Colombie-Britannique au Canada, et recueille également les archives de la province. Il est situé à Victoria, en Colombie-Britannique, au Canada. Son titre de « royal » lui a été conféré par le prince Philip en 1987 lors de la tournée royale et a été confirmé par Élisabeth II. Le muséum a fusionné avec les Archives de la Colombie-Britannique (en) en 2003.
Le musée royal de la Colombie-Britannique comprend trois galeries permanentes : histoire moderne, histoire naturelle et histoire des Premières Nations. La collection du musée comprend environ 7 millions d'objets, dont des artefacts, des spécimens d'histoire naturelle et des archives. Les collections d'histoire naturelle comprennent quelque 750 000 spécimens issus presque exclusivement de Colombie-Britannique ou des états et territoires voisins. Les collections sont divisées en huit disciplines : entomologie, botanique, paléontologie, ichtyologie, zoologie des invertébrés, herpétologie, mammifères et ornithologie. Les bryophytes et algues ne sont pas bien représentés.
Le musée abrite par ailleurs des expositions temporaires ; il a notamment présenté par le passé des objets en lien avec le RMS Titanic, Léonard de Vinci, l'Égypte antique ou Gengis Khan. Une salle de cinéma IMAX montre des films éducatifs et des publicités.
Le musée est situé derrière le port de Victoria, entre l'Empress Hotel et les bâtiments de l'Assemblée législative de la Colombie-Britannique.

## Affiliations
- Association des musées canadiens
- Réseau canadien d'information sur le patrimoine
- Musée virtuel du Canada